# Joe Bonamassa
Joe Bonamassa (ur. 8 maja 1977 w New Hartford) – amerykański gitarzysta i wokalista bluesrockowy.

## Początki
Bonamassa urodził się w New Hartford w Nowym Jorku. Jego ojciec Len posiadał sklep z gitarami w Utice i dzięki temu Joe zaczął grać na gitarze Chiquita o pomniejszonej skali już w wieku czterech lat. Siedem lat później zaczął pobierać lekcje u wirtuoza muzyki country Danny’ego Gattona, który nauczył go country i jazzu. Po raz pierwszy występował na scenie przed B.B. Kingiem w wieku 12 lat. Dwa lata później został zaproszony do wzięcia udziału w festiwalu poświęconemu gitarom Fendera i podczas swej podróży na zachodnie wybrzeże USA spotkał Berry’ego Oakleya Juniora, syna basisty zespołu The Allman Brothers Band. Joe wraz z Berrym założyli zespół Bloodline wraz z synem Milesa Davisa – Erinem i z synem Robbiego Kriegera – Waylonem. Zespół wydał jeden album pod szyldem EMI, na którym pojawiły się dwa single – Stone Cold Hearted oraz Dixie Peach.
Bonamassa zbierał gitary od kiedy miał 13 lat i obecnie ma ich w swojej kolekcji około 150. Do nagrania albumu You and Me, na którym znalazło się 11 utworów, użył 22 różnych gitar i 5 wzmacniaczy. Podczas występów na żywo używa od 5 do 8 gitar, w tym takich modeli jak Gigliotti ‘JB’ Telecaster z 2004, Fender Stratocaster z 1965, czy różnych modeli Les Paul.

## Wpływy
W wywiadzie dla magazynu ‘Guitarist’ Joe Bonamassa powiedział, że były trzy albumy, który miały największy wpływ na jego grę:
- 'Blues Breakers with Eric Clapton’ – John Mayall & the Bluesbreakers
- 'Irish Tour’ – Rory Gallagher
- ‘Goodbye’ – Cream.

Wpływy tych artystów są dobrze widoczne w jego grze (i przy wyborze utworów – Bonamassa wykonywał utwory takie jak np. 'Cradle Rock’ Gallaghera czy ‘Steppin’ Out’ Claptona). Wpływ na niego miało również wielu innych artystów – Stevie Ray Vaughan, B.B. King, Robert Johnson, Danny Gatton, Jimmy Page (Bonamassa grał fragment utworu Led Zeppelin „Dazed and Confused” w środku wykonywania utworu grupy ZZ Top „Just Got Paid”; nagrał też kompozycję „Tea for One” na swój album z 2006 You and Me), Jeff Beck, Eric Johnson czy Buddy Guy. Artyści ci tworzyli muzykę takich gatunków jak rock, blues-rock, jazz, country, Blues Delty czy blues elektryczny.

## Kariera solowa
Pierwszym albumem solowym Bonamassy był A New Day Yesterday wydany w 2000 i wyprodukowany przez Toma Dowda. Utwór z tej płyty „Miss You / Hate You” nadal pojawia się na koncertach artysty. Podczas trasy promującej ten album w skład zespołu weszli perkusista Kenny Kramme i basista Eric Czar.
Po tym tournée Bonamassa wrócił wraz z zespołem do studia w 2002 i rozpoczął współpracę z producentem Clifem Magnessem – dzięki czemu powstał drugi album So It’s Like That. Na tej płycie pojawiła się muzyka bliższa tradycyjnemu rockowi niż bluesowi, ale mimo to dotarła do pierwszego miejsca na liście Billboard Blues Chart.
W 2003 wydana została płyta Blues Deluxe, która miała między innymi promować Rok Bluesa. Znalazło się na nim dziewięć klasycznych utworów bluesowych oraz trzy nowe kompozycje Bonamassy. Ten album również dotarł do pierwszego miejsca na liście Billboard Blues Chart.
Album z 2006 You & Me przedstawiał muzykę w tradycji bluesrockowej i również dotarł na szczyt wyżej wspomnianej listy. Do jego nagrania Bonamassa zaprosił wielu muzyków studyjnych, m.in.  Jasona Bonhama, syna perkusisty Led Zeppelin. W utworze Your Funeral and My Trial zagrał na harmonijce LD Miller.
W 2005 Bonamassa zmienił skład swego zespołu koncertowego – zaprosił do współpracy basistę Marka Epsteina i byłego perkusistę zespołu Kenny’ego Wayne’a Shepherda, Bogiego Bowlesa.
Ostatnio występował wspólnie z legendą rocka Tedem Nugentem w Sand Dollar Blues Room w Las Vegas, przed kamerami ekipy telewizyjnej VH1, kręcącej odcinek do programu „SuperGroup”.
W 2009 roku, w czasie koncertu w Royal Albert Hall, z artystą gościnnie wystąpił Eric Clapton. Koncert ten został zarejestrowany i oficjalnie wydany na płycie DVD.

## Black Country Communion
Od 2010 do marca 2013 roku Bonamassa współtworzył zespół Black Country Communion, w którego składzie znaleźli się także Glenn Hughes, Jason Bonham i Derek Sherinian. 20 września 2010 roku ukazał się debiutancki album zespołu pt. Black Country. Ponad rok później, zespół wydał kolejną płytę 2, którą uznaje się za kontynuację Black Country. W październiku pojawiła się ostatni album Afterglow. W marcu 2013 roku Bonamassa zrezygnował ze współpracy z zespołem, po czym grupa została rozwiązana. Od 2016 roku Bonamassa ponownie współpracuje z zespołem.

## Dyskografia

### Albumy solowe
| Rok  | Tytuł                                                                       | Pozycja na liście | Pozycja na liście | Pozycja na liście | Pozycja na liście | Pozycja na liście | Pozycja na liście | Pozycja na liście | Pozycja na liście | Pozycja na liście | Pozycja na liście | Pozycja na liście | Certyfikat         |
| Rok  | Tytuł                                                                       | UK                | DNK               | USA               | FIN               | NOR               | SWE               | FRA               | CHE               | AUT               | DEU               | POL               | Certyfikat         |
| ---- | --------------------------------------------------------------------------- | ----------------- | ----------------- | ----------------- | ----------------- | ----------------- | ----------------- | ----------------- | ----------------- | ----------------- | ----------------- | ----------------- | ------------------ |
| 2000 | A New Day Yesterday - Data: 24 października 2000 - Wydawca: Medalist        | –                 | –                 | –                 | –                 | –                 | –                 | –                 | –                 | –                 | –                 | –                 |                    |
| 2002 | So, It's Like That - Data: 13 sierpnia 2002 - Wydawca: Medalist             | –                 | –                 | –                 | –                 | –                 | –                 | –                 | –                 | –                 | –                 | –                 |                    |
| 2003 | Blues Deluxe - Data: 26 sierpnia 2003 - Wydawca: Provogue                   | –                 | –                 | –                 | –                 | –                 | –                 | –                 | –                 | –                 | –                 | –                 |                    |
| 2004 | Had to Cry Today - Data: 24 sierpnia 2004 - Wydawca: Provogue               | –                 | –                 | –                 | –                 | –                 | –                 | –                 | –                 | –                 | –                 | –                 |                    |
| 2006 | You & Me - Data: 6 czerwca 2006 - Wydawca: Provogue                         | –                 | –                 | –                 | –                 | –                 | –                 | –                 | –                 | –                 | –                 | –                 |                    |
| 2007 | Sloe Gin - Data: 21 sierpnia 2007 - Wydawca: Provogue                       | 50                | –                 | –                 | –                 | –                 | 39                | –                 | –                 | –                 | 79                | –                 |                    |
| 2009 | The Ballad of John Henry - Data: 24 lutego 2009 - Wydawca: J&R Adventures   | 26                | –                 | 103               | –                 | –                 | 46                | –                 | 97                | –                 | 39                | –                 |                    |
| 2010 | Black Rock - Data: 23 marca 2010 - Wydawca: J&R Adventures                  | 14                | –                 | 39                | –                 | 40                | 24                | 108               | 60                | 49                | 22                | –                 |                    |
| 2011 | Dust Bowl - Data: 22 marca 2011 - Wydawca: J&R Adventures                   | 12                | 31                | 37                | –                 | 7                 | 27                | 115               | 17                | 32                | 10                | 34                |                    |
| 2012 | Driving Towards the Daylight - Data: 22 maja 2012 - Wydawca: J&R Adventures | 2                 | 12                | 23                | 30                | 8                 | 18                | 25                | 10                | 13                | 7                 | 22                |                    |
| 2014 | Different Shades of Blue - Data: 22 września 2014 - Wydawca: J&R Adventures | 9                 | 12                | 8                 | 11                | 9                 | 22                | 27                | 5                 | 8                 | 3                 | 8                 | - POL: złota płyta |
| 2016 | Blues of Desperation - Data: 25 marca 2016 - Wydawca: J&R Adventures        | 3                 | –                 | 12                | 15                | 9                 | 9                 | 22                | 1                 | 3                 | 3                 | 8                 | - POL: złota płyta |
| 2018 | Redemption - Data: 21 września 2018 - Wydawca: J&R Adventures               | 7                 | –                 | 26                | –                 | 11                | 16                | –                 | 2                 | 3                 | 3                 | –                 | - POL: złota płyta |

### Duety
| 2011                          | Don’t Explain (oraz Beth Hart) - Data: 27 września 2011 - Wydawca: Provogue                               | 120 | 22 | 3  | –  | 12 | 25 | 90 | 50 | 32 | 17 | –  | 9  | - POL: złota płyta |
| 2013                          | Seesaw (oraz Beth Hart) - Data: 20 maja 2013 - Wydawca: J&R Adventures                                    | 47  | 27 | 22 | 44 | 4  | 25 | 87 | 28 | 20 | 19 | 37 | 11 |                    |
| 2015                          | Ooh Yea - The Betty Davis Songbook (oraz Mahalia Barnes) - Data: 24 lutego 2015 - Wydawca: J&R Adventures | –   | –  | –  | –  | –  | –  | –  | –  | –  | –  | –  | 91 |                    |
| 2018                          | Black Coffee (oraz Beth Hart) - Data: 26 stycznia 2018 - Wydawca: J&R Adventures                          | 63  | 7  | –  | 30 | 14 | 27 | –  | 3  | 7  | 4  | 6  | 1  | - POL: złota płyta |
| „–” pozycja nie była notowana | |     |    |    |    |    |    |    |    |    |    |    |    |                    |

### Albumy koncertowe
| 2002                          | A New Day Yesterday Live - Data: 2002 - Wydawca: Premier Artists                              | –  | –  | –  | –  | –   | –  | –  | –  |                    |
| 2007                          | Shepherds Bush Empire - Data: 11 grudnia 2007 - Wydawca: J&R Adventures                       | –  | –  | –  | –  | –   | –  | –  | –  |                    |
| 2008                          | Live from Nowhere in Particular - Data: 19 sierpnia 2008 - Wydawca: J&R Adventures            | 45 | –  | –  | 42 | –   | –  | –  | 82 |                    |
| 2009                          | Live from the Royal Albert Hall - Data: 22 września 2009 - Wydawca: J&R Adventures            | –  | –  | –  | –  | –   | –  | –  | 56 |                    |
| 2012                          | Beacon Theatre: Live From New York - Data: 24 września 2012 - Wydawca: J&R Adventures         | 58 | 56 | –  | –  | 107 | 65 | 50 | 21 |                    |
| 2013                          | An Acoustic Evening at the Vienna Opera House - Data: 12 marca 2013 - Wydawca: J&R Adventures | 23 | 52 | 23 | –  | 84  | 32 | 16 | 10 |                    |
| 2014                          | Live in Amsterdam (oraz Beth Hart) - Data: 24 marca 2014 - Wydawca: J&R Adventures            | 49 | 87 | –  | –  | 62  | 40 | 27 | 8  | - POL: złota płyta |
| „–” pozycja nie była notowana |                                                                                               |    |    |    |    |     |    |    |    |                    |

## Wideografia
| 2002                          | A New Day Yesterday Live (DVD) - Data: 2002 - Wydawca: Premier Artists                                       | –  |
| 2006                          | Live at Rockpalast (DVD) - Data: 7 lutego 2006 - Wydawca: Premier Artists                                    | 18 |
| 2009                          | Live from the Royal Albert Hall (Blu-ray, DVD) - Data: 22 września 2009 - Wydawca: J&R Adventures            | 2  |
| 2012                          | Beacon Theatre: Live from New York (Blu-ray, DVD) - Data: 24 września 2012 - Wydawca: J&R Adventures         | 2  |
| 2013                          | An Acoustic Evening at The Vienna Opera House (Blu-ray, DVD) - Data: 12 marca 2013 - Wydawca: J&R Adventures | 2  |
| „–” pozycja nie była notowana | |    |

## Filmografia
- „Rock Prophecies” (2009, film dokumentalny, reżyseria: John Chester)[17]
- „B.B. King: The Life of Riley” (2012, film dokumentalny, reżyseria: Jon Brewer)[18]
- „Sidemen: Long Road to Glory” (2016, film dokumentalny, reżyseria: Scott D. Rosenbaum)[19]